# Thomas Campbell Eyton
Thomas Campbell Eyton, född den 10 september 1809 nära Wellington, Shropshire, död där den 25 oktober 1880, var en engelsk ornitolog.
Eyton byggde på sitt gods Eyton Hall ett museum för en av de vackraste fågelsamlingarna i Europa och författade bland annat Osteologia avium (3 band, 1869–1879; ny upplaga 1881).
Auktorsnamnet Eyton kan användas för Thomas Campbell Eyton i samband med ett vetenskapligt namn inom zoologin; se Wikipedia-artiklar som länkar till auktorsnamnet.